# شکارچی (فیلم ۱۳۸۷)
شکارچی فیلمی به کارگردانی و نویسندگی رفیع پیتز ساختهٔ سال ۱۳۸۷ است.
رفیع پیتز فیلمبرداری شکارچی را کمی قبل از برگزاری دهمین انتخابات ریاست‌جمهوری ایران به پایان رساند. او با غیر مغرضانه خواندن فیلم تاکید کرد شباهت‌هایی غیرعادی بین فیلم و وقایع پس از انتخابات وجود دارد.

## خلاصه داستان
علی (رفیع پیتز) در کارخانه ای به عنوان نگهبان شیفت شب به کار مشغول است. او به شکار علاقه زیادی دارد و از همین رو به دلیلی مدتی در زندان بوده است. با اصرار از مدیر کارخانه درخواست روزکاری میکند ولی با درخواست او موافقت نمی‌شود. یک روز به خانه بازمی‌گردد و متوجه می‌شود همسرش سارا (میترا حجار) و دختر شش ساله‌اش صبا (صبا یعقوبی) مفقود شده‌اند. پس از چند ساعت انتظار پلیس به علی می‌گوید که همسرش در جریان درگیری بین پلیس و معترضان گلوله خورده و کشته شده است. .

## بازیگران
- رفیع پیتز
- میترا حجار
- صبا یعقوبی
- فاطمه علیجانی
- علی اکبر مزینانی
- شجاع الدین غنایی
- ناصر مداحی
- زلیخا شفاهی
- سعید حاج محمدی
- غلامرضا رجب زاده
- حسن قلعه نوعی
- غلامرضا رضایی
- منصور دولتمند
- ابراهیم صفرپور
- جواد نظری
- ارشا اقدسی به عنوان بدلکار

## نامزدی ها
- نامزد دریافت خرس طلایی در جشنواره بین‌المللی فیلم برلین (۲۰۱۰)
- نامزد بهترین فیلم در جشنواره فیلم مار دل پلاتا (۲۰۱۰) [۳]